# Brianne Howey
Brianne Nicole Howey (Los Angeles, 24 de maio de 1989) é uma atriz americana. Ela apareceu como uma regular da série no terror sobrenatural da Fox, The Exorcist (2016), e no thriller da Fox, The Passage (2019), além de um papel recorrente no drama de super-heróis da The CW, Batwoman (2019–presente). Howey ficou mundialmente conhecida ao interpretar uma das protagonistas da comédia-drama da Netflix, Ginny & Georgia desde 2021.

## Biografia
Brianne Howey foi criada em Pasadena, Califórnia, e era a mais velha de cinco irmãos. Ela frequentou um colégio católico feminino em Pasadena, onde ela se juntou à equipe de improvisação. Depois continuou sua formação em atuação na New York University Tisch School of the Arts, estudando teatro. Durante seu tempo como estudante, ela estrelou os curtas Party Favors em 2008, Appropriate Sex em 2009 e em 2010, Suckerpunch.

## Carreira
Depois de se formar em 2010, Howey teve sucesso em sua primeira audição, fazendo sua estreia na televisão em 90210. Howey estrelou Twisted Tales em 2013. Em 2014, Brianne estrelou como "Candy" no filme de comédia Horrible Bosses 2 ao lado de Jason Bateman. Em 2015, Brianne mudou-se para Londres para filmar seu primeiro papel regular como protagonista, na série de televisão britânica I Live with Models. Em 2016, Howey conseguiu o papel de Kat Rance na série de televisão The Exorcist, irmã da garota possuída interpretada por Hannah Kasulka. Em 2019, Howey estrelou como Shauna Babcock, uma "Viral", em The Passage, de Justin Cronin. No mesmo ano, Howey estrelou a comédia romântica Plus One. Em 2021 estreou como uma das protagonistas de Ginny & Georgia.

## Filmografia
| Ano  | Título                          | Papel               | Nota  |
| ---- | ------------------------------- | ------------------- | ----- |
| 2008 | Suckerpunch                     | Jess Ramsey         | Curta |
| 2009 | Appropriate Sex                 | Emily Givens        | Curta |
| 2010 | The Great Belle and Bill Slater | Belle Slater        | Curta |
| 2010 | Party Favors                    | Clare               | Curta |
| 2011 | Baby Ruth                       | Sandra Johnson      | Curta |
| 2013 | Backseat Driver                 | Kidnapper           | Curta |
| 2014 | ETXR                            | Cece                |       |
| 2014 | On Dangerous Heels              | Lizzie              | Curta |
| 2014 | Horrible Bosses 2               | Candy               |       |
| 2015 | Fruit Detective                 | Brusselia Sprout    | Curta |
| 2016 | Super Novas                     | Tiffany             |       |
| 2016 | Viral                           | Tara Dannelly       |       |
| 2016 | The Lonely Whale                | Coffee Shop Hipster |       |
| 2016 | XOXO                            | Darla               |       |
| 2017 | Time Trap                       | Jackie              |       |
| 2017 | Show Business                   | Ashlee              | Curta |
| 2018 | Little Bitches                  | Sarah Richter       |       |
| 2019 | Plus One                        | Jess Ramsey         |       |

| Ano           | Título                                     | Papel            | Nota                                 |
| ------------- | ------------------------------------------ | ---------------- | ------------------------------------ |
| 2010          | 90210                                      | Stacey           | Episódio: "The Bachelors"            |
| 2011          | NCIS: Naval Criminal Investigative Service | High school girl | Episódio: "Restless"                 |
| 2011-2012     | The Middle                                 | April            | 2 episódios                          |
| 2012          | Revenge                                    | Eve              | 3 episódios                          |
| 2013          | Baby Daddy                                 | Susie Kettle     | Episódio: "I'm Not That Guy"         |
| 2013          | Twisted Tales                              | Susan            | Episódio: "Bite"                     |
| 2013          | Red Scare                                  | Audrey Stone     | 8 episódios                          |
| 2013          | Criminal Minds                             | Heather Clarke   | 2 episódios                          |
| 2014          | Hart of Dixie                              | Lulabelle        | Episódio: "A Better Man"             |
| 2014          | Twisted                                    | Whitney Taylor   | 4 episodes                           |
| 2014          | Playing House                              | Cecilia          | Episódio: "Bosephus and the Catfish" |
| 2015          | Scream Queens                              | Melanie Dorkus   | 2 episódios                          |
| 2015          | Hawaii Five-0                              | Lia              | Episódio: "Na Pilikua Nui"           |
| 2016          | The Odd Couple                             | Allyson          | Episódio: "From Here to Maturity"    |
| 2016-2017     | The Exorcist                               | Kat Rance        | 11 episódios                         |
| 2015-2017     | I Live with Models                         | Scarlet          | 11 episódios                         |
| 2017          | I'm Dying Up Here                          | Kay              | 3 episódios                          |
| 2019-presente | Batwoman                                   | Reagan           | 4 episódios                          |
| 2019          | The Passage                                | Shauna Babcock   | 10 episódios                         |
| 2019          | Dollface                                   | Alison B.        | 6 episódios                          |
| 2021          | Ginny & Georgia                            | Georgia Miller   | Protagonista (1ª Temporada)          |